# Тауматихт Акселя
Тауматихт Акселя (лат. Thaumatichthys axeli) — вид глубоководных донных рыб из семейства тауматихтовых, обитающий в абиссальной зоне восточной части Тихого океана на глубине около 3600 метров, глубже, чем другие представители рода Thaumatichthys.
Как и у других представителей семейства, во рту рыбы имеется своеобразный раздвоенный орган света (эска), который она используют, чтобы заманить свою жертву. Зубы верхней челюсти большие, конусовидные, изогнутые. Длина тела составляет 36,5 см.
Вид был впервые обнаружен в ходе экспедиции судна «Галатея» в 1950—1952 гг. Датский ихтиолог и океанограф Антон Бруун описал его как «бесспорно самый странный улов экспедиции «Галатеи», и вообще одно из самых странных существ среди всего многообразия рыб в мире».
Сперва исследователи считали, что рыбы представляют собой новый род, и вид получил название Galatheathauma axeli (род был назван по названию корабля, а вид — в честь датского принца Акселя). Первооткрыватели знали о ранее обнаруженной рыбе-удильщике с эской (светящийся орган) во рту, Thaumatichthys pagidostomus, но так как образец Thaumatichthys pagidostomus имел длину всего 8 см, они посчитали, что он едва ли относится к тому же роду. Позже стало ясно, что разница в размере объясняется возрастом рыб, и род Galatheathauma был объединён с родом Thaumatichthys.